# Homayoun Ershadi
Homayoun Ershadi, de son vrai nom Homâyun Ershâdi (persan : همایون ارشادی) est un acteur iranien né le 26 mars 1947 à Ispahan.

## Biographie
Homayoun Ershadi est né à Ispahan en Iran en 1947. Il étudie l'architecture en Italie et travaille dans ce domaine. Le réalisateur Abbas Kiarostami le choisi pour interpréter le rôle principal de son film, Le Goût de la cerise (Palme d'or au Festival de Cannes 1997 ex aequo avec L'Anguille de Shohei Imamura). Acteur non professionnel débutant à un âge avancé, il a immédiatement du succès. Avec son visage aux traits réguliers et sans expression et sa voix monotone, ses personnages prennent une tonalité intellectuelle.
Il joue le rôle de Baba dans Les Cerfs-volants de Kaboul.
En 2016 il est membre du jury du Festival international du film d'Erevan. 
Il habite actuellement à Karadj en Iran.

## Filmographie
- 1997 : Le Goût de la cerise (Ta'm-e gilas) de Abbas Kiarostami : M. Badii
- 1998 : Le Poirier (Derakht-e golabi) de Dariush Mehrjui
- 2002 : Mozahem de Sirus Alvand
- 2005 : Portrait d'une femme lointaine (Sima-ye zani dar doordast) de Ali Mosaffa
- 2006 : Rang-e doost de Bita Shafipour
- 2007 : Les Cerfs-volants de Kaboul de Marc Forster : Baba Chadiri
- 2009 : Agora de Alejandro Amenábar : Aspasius
- 2011 : Une femme iranienne (Facing Mirrors) de Negar Azarbayjani
- 2012 : Zero Dark Thirty de Kathryn Bigelow : Hassan Ghoul
- 2013 : Un homme très recherché de Andrew Bovell : Dr. Faisal Abdullah
- 2015 : Utopia de Hassan Nazer : Najib
- 2016 : Ali and Nino d'Asif Kapadia